# 古天条花寿乃
古天条 花寿乃（こてんじょう かずの）は日本の女性声優。主にアダルトゲームに声をあてている。

## 出演作品
太字は主役・メインキャラクター

### ゲーム

#### 2010年
- いじくりママ（春野珠美）[1]

#### 2011年
- 姉キス@Home 〜恋するお姉ちゃんとえっちな日常〜（悠香）[2]
- 裏教師 〜背徳の淫悦授業〜（夏川朝美）[3]
- お父さんとわたし（女の子、おばさん）[4]
- 獄淫の尖塔（三津谷香奈美）[5]
- 蠱蝶の夢 「もう、やめて……! これ以上私の精神（こころ）を穢さないで……!」（葛城千歳）[6]
- シキタリ（レイコ）[7]
- ぜっちょー スパイラル!! 〜下宿人はわがままエッチな女の子ばかり〜（月野蒼）[8]
- 娘とボクと妻とネトリ魔（アイツ） 〜よがり叫ぶ3つの唇「あなた、ごめんなさい……」「パパ許してぇ……!」〜（花咲小紅）[9]

#### 2012年
- 瞳の烙淫2 〜絶対不可避の審媚眼〜（和宮 和華奈[10]、八ヶ宿 瑠々[11]）